# ایپولیتو ایپولیتی
ایپولیتو ایپولیتی (انگلیسی: Ippolito Ippoliti; ۲ آوریل ۱۹۲۱ – ۳۰ نوامبر ۱۹۶۶) بازیکن فوتبال اهل ایتالیا بود.
از باشگاه‌هایی که در آن بازی کرده‌است می‌توان به باشگاه فوتبال آ.اس. رم اشاره کرد.